# Conseil national pour l'accès aux origines personnelles
Le Conseil national pour l’accès aux origines personnelles  (CNAOP) est une instance créée par la loi du 22 janvier 2002 relative à l'accès aux origines des personnes adoptées et pupilles de l'État. Son objectif est de faciliter l’accès aux origines personnelles des personnes nées dans le secret de l’identité de la mère. Cette mission est assurée en liaison avec les départements, les collectivités d’outre-mer et les organismes autorisés pour l’adoption. Le Conseil est placé auprès du ministre chargé des affaires sociales.

## Historique
Le CNAOP a été mis en place en septembre 2002. Le dispositif a été validé à deux reprises par la Cour européenne des droits de l'Homme car il instaure un équilibre entre le droit de connaître ses origines et le droit à la protection de la vie privée.
La loi du 22 janvier 2002 a été codifiée dans le code de l’action sociale et (art L 147-1 et suivants, L 222-6 et suivants, R 147-1 et suivants).

## Missions, personnes concernées
Le dispositif concerne d'abord les personnes pupilles de l’État ou adoptées qui ne connaissent pas leurs origines personnelles, c’est-à-dire l’identité de leurs parents de naissance qui ont demandé la préservation du secret de leur identité lors de l’accouchement ou lorsqu’ils ont confié l’enfant à un service départemental de l’aide sociale à l’enfance ou à un organisme autorisé pour l’adoption. Les  parents de naissance peuvent à tout moment s’adresser au CNAOP pour lever ce secret qu'ils avaient demandé. Les proches des parents de naissance peuvent également adresser au CNAOP une
déclaration d’identité.

## Les missions du CNAOP
Le CNAOP est chargé de faciliter l'accès aux origines personnelles. Il émet des avis et formule des propositions. Il est consulté sur les mesures législatives et réglementaires prises dans ce domaine. Il assure l’information de ses partenaires. Il participe au dispositif d’accueil et d’accompagnement des femmes qui accouchent dans le secret.

## Organisation et fonctionnement

### Composition
Le Conseil est composé d'un magistrat de l'ordre judiciaire, d'un membre de la juridiction administrative, de représentants des ministres concernés, d'un représentant des conseils généraux, de trois représentants d'associations de défense des droits des femmes, d'un représentant d'associations de familles adoptives, d'un représentant d'associations de pupilles de l'Etat, d'un représentant d'associations de défense du droit à la connaissance de ses origines, et de deux personnalités que leurs expériences et compétences professionnelles médicales, paramédicales ou sociales qualifient particulièrement pour l'exercice de fonctions en son sein.

### Fonctionnement
Le CNAOP constitue un réseau avec les services des conseils départementaux. Dans chaque département le président du conseil départemental désigne parmi les professionnels de l’aide sociale à l’enfance et de la protection maternelle et infantile, un correspondant pour être le relais du CNAOP.

### Procédure
La demande d'accès à la connaissance de ses origines est formulée par écrit soit auprès du Conseil national pour l'accès aux origines personnelles soit auprès du président du conseil général. 
L’instruction des demandes recevables peut comporter plusieurs phases : le CNAOP cherche à identifier les parents de naissance et, s’il y parvient, il cherche à les localiser. Lorsqu’un parent de naissance est identifié et localisé, les chargées de mission du CNAOP réalisent une médiation entre les parents de naissance et les demandeurs, avec l’accord préalable des demandeurs. 
L'accès d'une personne à ses origines est sans effet sur l'état civil et la filiation. Il ne fait naître ni droit ni obligation au profit ou à la charge de qui que ce soit. Ainsi que le précise Marie-Christine Le Boursicot il convient de ne pas confondre origine et filiation « La filiation relève du droit qui en fixe les règles en tenant compte à la fois de la biologie et de la réalité sociale et affective ; l’origine est une notion de fait, qui s’appuie sur le déclaratif... Par conséquent, connaître l’identité de ses parents de naissance, parfois renouer des contacts avec eux, ce que va permettre l’intervention du CNAOP, ne signifie pas établir un lien de filiation. »

## Statistiques
Depuis 2002 et jusqu'en 2019 inclus, 3 140 personnes ont eu accès à l’identité d’au moins un de leurs parents de naissance par l’intermédiaire du CNAOP.